# James Findlay
James Norman Findlay (ur. 15 czerwca 1954, zm. 19 maja 2015) – australijski pływak, olimpijczyk.
Reprezentował Australię na Letnich Igrzyskach Olimpijskich 1972, które odbyły się w Monachium.